# Cristiano Malgioglio
Cristiano Malgioglio (Ramacca, 23 aprile 1945) è un cantautore, paroliere e personaggio televisivo italiano.
Nel corso della carriera ha pubblicato trenta album in studio, venendo apprezzato come autore negli anni '70 e '80, scrivendo alcuni dei brani più noti della musica italiana, come ad esempio L'importante è finire, Ancora ancora ancora, Testarda io, Cocktail d'amore, Forte forte forte e Gelato al cioccolato, e Ciao cara come stai?, interpretato da Iva Zanicchi, con cui ha vinto il Festival di Sanremo 1974. 
Tra le principali collaborazioni autoriali si annoverano Mina, Loredana Bertè, Raffaella Carrà, Patty Pravo, Loretta Goggi, Orietta Berti, Ornella Vanoni, Giuni Russo, Claudia Mori, Adriano Celentano e Franco Califano.
Dagli anni duemila, ha avviato anche una fortunata carriera televisiva, che l'ha visto cimentarsi come opinionista, concorrente e conduttore di vari programmi TV, sia in Rai sia in Mediaset.

## Biografia
Originario del paese di Ramacca, nell'attuale città metropolitana di Catania. Emigra con la famiglia in Australia dal 1946 al 1955 per poi ritornare a Ramacca dove, dopo essersi diplomato in ragioneria, verso la metà degli anni sessanta lascia la Sicilia per trasferirsi a Genova, dove abita la sorella, e incomincia a lavorare presso l'amministrazione pubblica postale, dove ha il compito di smistare la corrispondenza, e viene assegnato all'ufficio di Camogli.
La sua permanenza in Liguria lo mette in contatto con alcuni cantautori della scuola genovese, come Gino Paoli, Luigi Tenco e Fabrizio De André. Quest'ultimo lo porta con sé a Milano procurandogli un colloquio presso un'importante casa discografica milanese. Malgioglio racconterà in seguito a Raffaella Carrà, in una puntata di Pronto, Raffaella?, che per "sdebitarsi" con Fabrizio pochi anni dopo gli presentò Dori Ghezzi, sua grande amica nonché una delle prime a interpretare le sue canzoni.

### Gli esordi e l'incontro con Mina

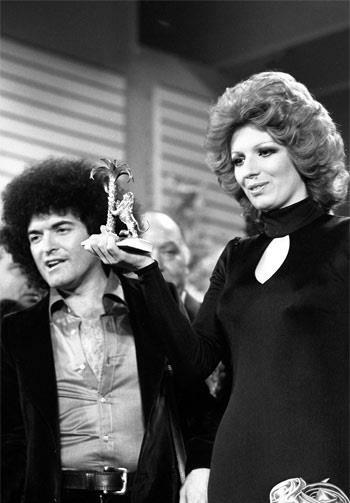
Malgioglio al Festival di Sanremo 1974 assieme alla vincitrice Iva Zanicchi, interprete della canzone da lui scritta Ciao cara come stai?

Esordisce come autore nel 1972, scrivendo Amo per Donatella Moretti, che la include nel suo album Conto terzi. Nei primi anni settanta entra a far parte della formazione del Quarto Sistema (1973-1974), gruppo composto, oltre che da Cristiano, anche dalla cantante statunitense Roxy Robinson e dai fratelli Alberto e Gianni Tirelli, che incide per la Durium. Sciolta questa formazione, sarà creato il Nuovo Sistema (1975-1977), da Malgioglio, Roxy Robinson e Italo Ianne, passato alla Ri-Fi.
Come autore, vince insieme con Italo Ianne il Festival di Sanremo con il brano Ciao cara come stai?, interpretato da Iva Zanicchi. Nel medesimo anno la Zanicchi interpreta Testarda io di Roberto Carlos, della quale Malgioglio è divenuto l'autore di fiducia per i testi in italiano. Nel 1974 il regista Luchino Visconti inserisce il brano Testarda io nel suo film Gruppo di famiglia in un interno. Successivamente si trasferisce in Brasile per collaborare proprio con Roberto Carlos.
Tra il 1975 e il 1980 collabora artisticamente con la cantautrice Giuni Russo, per la quale scriverà alcuni brani, tra i quali In trappola, Mai, che divenne anche la sigla del Cantagiro (1977), e Soli noi, che ottenne nel 1978 un ottimo successo di vendite e di critica anche sul mercato discografico francese e portoghese. Sempre con Giuni, e con la musicista Maria Antonietta Sisini, e per altre voci femminili, tra i quali nel 1980, per Amanda Lear, scrive il brano Ho fatto l'amore con me.
Infine, nel 1979, Giuni Russo firmerà anche la musica di Io A, per lo stesso Malgioglio che la includerà nel suo terzo album Sbucciami (1979), comparendo, inoltre, tra i cori, con straordinari acuti. Ma tra le molteplici canzoni, quelle che gli diedero maggiore notorietà come autore furono L'importante è finire, e Ancora ancora ancora (1978), divenendo evergreen del repertorio di Mina.
Sempre negli anni settanta incomincia a esibirsi anche come interprete: uno dei suoi primi successi commerciali come cantante è il brano Nel tuo corpo (1976), cover di una canzone di Roberto Carlos, inizialmente destinata proprio al cantautore brasiliano il quale sentendo il provino inciso da Malgioglio volle che a interpretarlo fosse lui stesso. Seguirono poi i suoi primi album Scandalo (1976), Maledizione io l'amo (1977) e Sbucciami (1979), quest'ultimo con la canzone Sbucciami, uscita anche come singolo 45 giri e entrata in Hit parade, canzone giocata tra allusioni e doppi sensi che finisce per diventare un brano cult. Interpreta anche altri brani divenuti celebri, come L'amore mi morde mi vuole, Ernesto, Quasi... autobiografico e Clown; di quest'ultimo realizza un videoclip diretto dal regista Luciano Salce.

### Anni ottanta e novanta

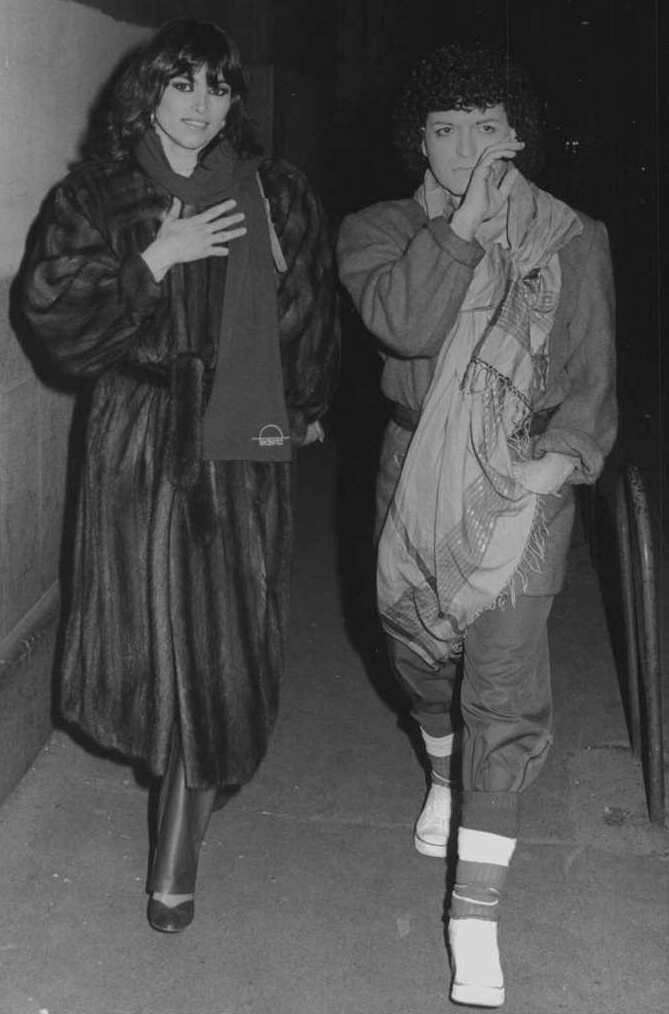
Marina Occhiena con Malgioglio nel 1981

Nel 1984 partecipa per la seconda volta come autore al Festival di Sanremo con il brano Chi (Mi darà), interpretato da Iva Zanicchi e scritto insieme con Umberto Balsamo, che si classifica al 9º posto con 221 908 voti.
Trova un discreto successo commerciale a fine anni ottanta con la canzone Toglimi il respiro, tratta dall'album Casanova (1987), versione in italiano del brano Take My Breath Away, canzone scritta per la colonna sonora del film Top Gun, da Giorgio Moroder, Tom Whitlock e Giorgio Rea, eseguita in versione originale dai Berlin. Degli anni ottanta si ricordano anche gli album Artigli (1981), Bellissime (1983), nel quale interpreta famosi brani che aveva scritto per cantanti, come Mina, Iva Zanicchi, Roberto Carlos e altri, Café Chantant (1986), il già citato Casanova (1987) e soprattutto Delitto e castigo (1989), il più completo musicalmente, col quale chiude il decennio.
Nel 1982 realizza Manette blu, adattamento in italiano del brano di Janic Prévost J'veux de la Tendresse, composto da Jean-Paul Dreau, adattato anche in inglese da Elton John col titolo Nobody Wins. Il brano è stato inciso dalle cantanti Oona e (sempre nel 1982) da Marta Lami (Maeva) su 45 giri; il brano viene spesso erroneamente attribuito anche a Pamela Prati che non l'ha mai interpretato ma si è semplicemente esibita sulla versione di Oona nella sigla del programma della Rai Discomare.
Nel 1990 torna come autore al Festival di Sanremo con il brano Vorrei, scritto insieme con Patrizia Vernola e interpretato da Mino Reitano. Siccome nel Festival di quell'anno ai cantanti italiani venivano abbinati cantanti stranieri, come si usava negli anni sessanta, Mino Reitano fu accompagnato dalla cantante e attrice argentina Valeria Lynch, che propose il brano in versione spagnola col titolo Quisieras, sempre su testo di Malgioglio.
Apre gli anni novanta con un album di duetti dedicato a Roberto Carlos dal titolo Amiche (1991) al quale partecipano le cantanti Milva, Iva Zanicchi, Sylvie Vartan, Lara Saint Paul, Aida Cooper, Rita Pavone, Rosanna Fratello e Mersia.
Nel 1992 realizza un duetto, insieme con Mario Merola, con il brano dal titolo Futtetenne, scritto da Roberto Carlos con il testo in italiano di Malgioglio, contenuto nell'album Futtetenne (1992), che contiene anche il singolo I ragazzi napoletani, cantato col tenore Pietro Ballo e il brano ironico Caro Berlusconi, scritto con Corrado Castellari. Nel 1993 produce la compilation di genere eurodance Sentimental Dance dove interpreta, sotto lo pseudonimo di MC & Co, tre grandi successi internazionali Je t'aime... moi non plus, What Is Love e The days of Pearly Spencer.
En España. Escuchando a Isabel Pantoja è il suo unico disco live, registrato durante un concerto a Siviglia nel 1994, al quale segue un album di inediti dal titolo Carpe diem (1995) che contiene la cover del brano Karmacoma dei Massive Attack, che in italiano diventa Carpe diem. In questo periodo molti suoi album sono tradotti e distribuiti sul mercato spagnolo: Delitto e castigo (1989) diventa Lolita, i recenti Futtetenne e Carpe diem escono rispettivamente come Los Chicos de Andalucía e Mira el puerto, ottenendo buoni riscontri di vendita e viene lanciata sul mercato sudamericano la raccolta En privado.
Interessante è l'album tributo dedicato a Lucio Battisti che realizza nel 1996 dal titolo Señor Battisti, dove interpreta alcuni brani in lingua spagnola della coppia Battisti-Mogol. Per l'occasione vuole al suo fianco l'amica Maria Schneider, anche produttrice dell'album, celebre attrice francese protagonista di Ultimo tango a Parigi, con la quale interpreta il brano Ancora tu. Il disco ottiene un discreto successo in quasi tutta l'America Latina e nel 1997 sarà sempre Maria Schneider la produttrice del nuovo lavoro di Malgioglio dal titolo Matri, anticipato dal singolo Illuminami, l'album contiene il brano in Siculo Matri, scritto insieme con l'autore Enzo Petronciana e dedicato ad Anna Magnani, come scritto nel booklet del CD.
Nel 1999 è direttore delle musiche della trasmissione di Rai 1 La casa dei sogni. Con l'album Ho dimenticato di baciare la sposa, nel 1999, inizia una nuova sperimentazione musicale dedicata alla continua ricerca del suono, del folklore latino americano e scopre i grandi cantautori e interpreti che hanno fatto grande la storia musicale di quei paesi. Questa ricerca continuerà per decenni, abbracciando samba, cha cha cha, rumba, paso doble e jive e altri stili, attraverso dischi molto apprezzati soprattutto in Sud America e in Spagna come: La Esperanza (2002), Boleros (2006) (album di genere Bolero), Papaya (2008), Senhora Évora (2012), Habana andata e ritorno (2012) e Sonhos (2017), spesso cantati interamente in spagnolo e portoghese. Sempre in questo periodo scopre un suo "buen retiro" nell'isola di Cuba, dove ha la fortuna di incontrare i cantanti più importanti dell'isola, diventata sua seconda patria.
Il regista Juan Carlos Tabío lo dirige nel video Che bellezza, nel 2002. Nell'isola di Cuba, Malgioglio girerà due speciali per Rai 1, dedicati alla musica cubana: Alma de Cuba e Cuba amada mia. Inciderà un duetto insieme con Pablo Milanés dal titolo Quando sono assente da te e con Pablito dal titolo Ansietà. Diviene nell'immediato cantante molto apprezzato nell'isola, in particolare i canali radiofonici più famosi come Radio Progreso, Radio Rebelte e Radio Taino, trasmettono spesso le sue canzoni.

### Anni 2000-presente: la notorietà televisiva

#### 2000-2016: i primi successi sul piccolo schermo

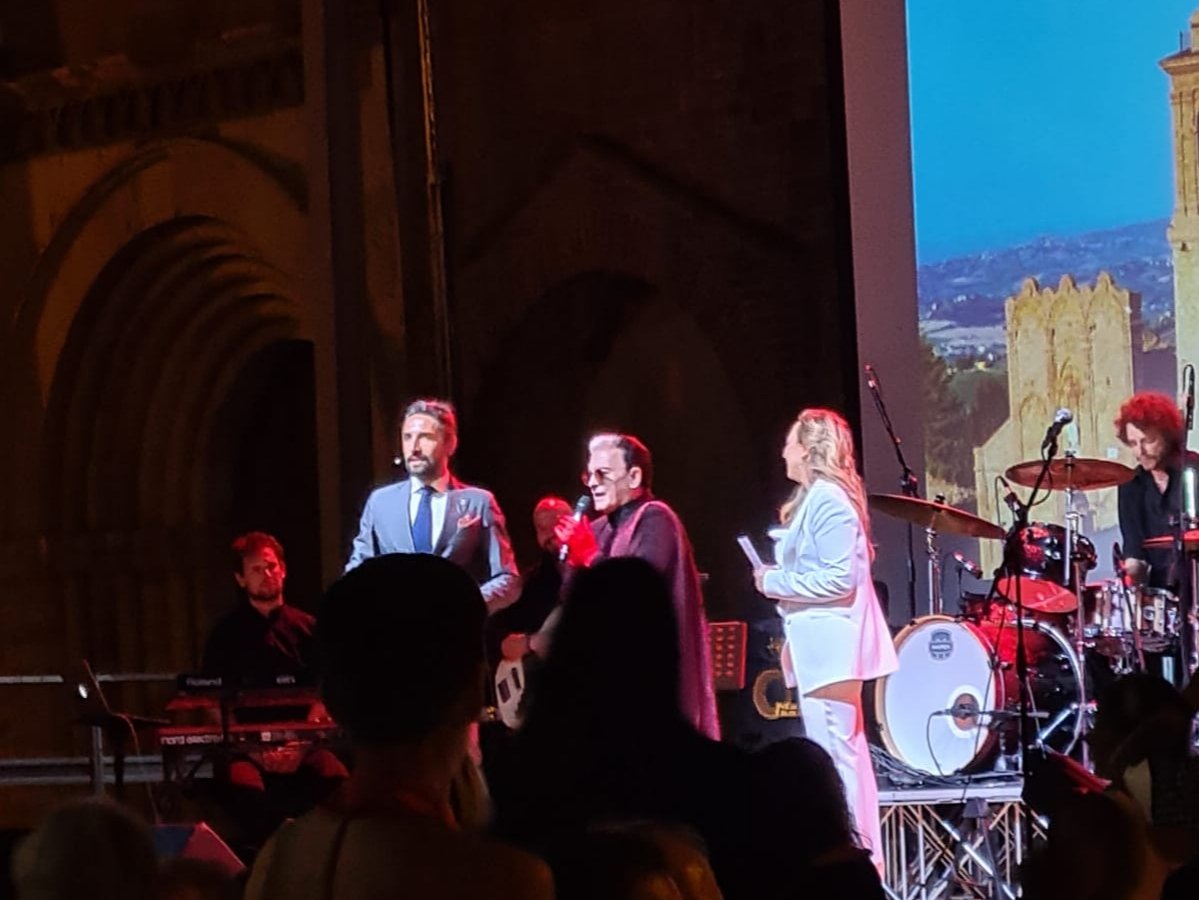
Cristiano Malgioglio a San Ginesio in occasione del premio Sibilla, tra i presentatori Maurizio Socci (a sinistra) e Melissa Di Matteo (a destra)

In Italia trova, per la prima volta, una grande popolarità televisiva intorno al 2000, come "spalla" di Massimo Giletti di cui è ospite fisso nel programma Casa Raiuno. Poi viene chiamato da Carlo Conti per fare l'opinionista "cattivo" nel programma I raccomandati. Intervista per la Rai alcuni dei cantanti più famosi come Cher.
Tra gli album pubblicati dopo il 2000 ci sono il già citato La Esperanza (2002), La mia storia...in privato (2004), Le donne non capiscono gli uomini (2005), Quando tu non mi vedi (2007), Je m'adore (2009) e soprattutto Cara Mina ti scrivo... (2010) nel quale interpreta tutte la canzoni scritte per Mina nel corso degli anni, da L'importante è finire sino alla recente Carne viva.
Nel 2007 partecipa alla quinta edizione del reality L'isola dei famosi condotto da Simona Ventura su Rai 2, dove ottiene un grandissimo successo, venendo però eliminato nel corso della quarta puntata con il 51% dei voti.
Nel 2008, durante una puntata del programma televisivo Quelli che il calcio, Pupo rivela che Malgioglio è l'autore del testo del brano Gelato al cioccolato, interpretato da Pupo, anche se, scrivendo all'epoca canzoni per artisti come Mina, non volle essere accreditato. Infatti sui supporti fisici dov'è inciso compaiono solo i nomi di Enzo Ghinazzi e Clara Miozzi, ma alla SIAE è invece accreditato a Ghinazzi, Miozzi e Malgioglio.
Sempre nel 2008 Simona Ventura lo chiama per Quelli che il calcio e successivamente per selezionare i giovani concorrenti per X Factor dove scopre e supporta, insieme con la Ventura stessa, Giusy Ferreri. Nel 2009 torna a scrivere per Mina due brani: Vida loca e Carne viva; entrambi i brani sono inclusi nell'album Facile, uscito lo stesso anno. Carne viva è stata la colonna sonora del film Baciato dalla fortuna (2011), con la regia di Paolo Costella.
Nel 2010 partecipa come opinionista al programma televisivo X Factor. Il 31 gennaio 2012 esce il nuovo album di Marcella Bella, Femmina Bella, progetto basato sui ritmi cubani e al quale Cristiano prende parte come produttore e autore principale, anche del primo singolo estratto Malecon. Il 25 gennaio 2012 ritorna come concorrente della nona stagione del reality L'isola dei famosi, condotta da Nicola Savino e Vladimir Luxuria; il successivo 13 febbraio decide però di ritirarsi a causa di un insulto omofobo rivoltogli qualche settimana prima da Mariano Apicella.
Nel mese di ottobre 2012 è chiamato dal regista Massimiliano Bruno per interpretare un cameo nel film Viva l'Italia. Nello stesso periodo fonda la sua etichetta discografica, la Malgioglio Records, con la quale produce l'album Senhora Évora, dedicato alla cantante Cesária Évora; l'album contiene il brano Tiempo y silencio, cantato in duetto con Maria Nazionale e altri omaggi alla Évora, sia in creolo capoverdiano sia in italiano, autorizzati dalla casa editrice parigina Lusafrica anche grazie alla collaborazione di Malgioglio con Alberto Zeppieri, produttore della collana "Capo Verde, terra d'amore" e adattatore di fiducia di Cesária per l'Italia.
Partecipa a un corto prodotto dal gruppo musicale Zero Assoluto dal titolo L'ospite perfetto Room4, con Federico Moccia, Ela Weber e altri. Nel 2013 fa parte del cast fisso del varietà televisivo di Rai 1 Riusciranno i nostri eroi, condotto da Max Giusti e realizza per Rai 2 due speciali dedicati alla musica latina. Nel frattempo, continua sempre la sua attività di autore: infatti nel disco di Raffaella Carrà, Replay, scriverà Il lupo; la canzone era stata scritta originariamente per Mina.
Sempre nel 2013 scrive il brano Pioggia di speranza, cover in italiano del brano Regresso di Cesária Évora, per il giovane cantante Cristian Imparato vincitore della prima edizione della trasmissione Io canto, condotta da Gerry Scotti su Canale 5. Pioggia di speranza, oltre che nell'album del cantante dal titolo Cristian Imparato, sarà inserita anche nella compilation Capo Verde terra d'amore, vol. 4 (Canzoni di Cesaria Evora, Teofilo Chantre e Princezito in italiano) distribuita dall'etichetta Incipit Record.
Nel 2014, firma il brano Dimmi dammi dimmi per Viola Valentino. A ottobre dello stesso anno esce il suo nuovo album La bellezza su etichetta Edel Music, anticipato dall'ironico singolo Grasso che cola, dedicato al critico Aldo Grasso; con questo album Malgioglio festeggia i suoi quarant'anni di carriera.
È stato impegnato nel ruolo di direttore nel programma TV Grand Hotel Chiambretti, condotto da Piero Chiambretti su Canale 5. Dal 24 settembre al 10 dicembre 2015 è ospite e opinionista insieme con Claudio Amendola ogni giovedì sera nel reality show del Grande Fratello 14, condotto da Alessia Marcuzzi. A novembre esce il suo nuovo lavoro discografico, dal titolo Iconic Fifties, un doppio album nel quale reinterpreta famose canzoni degli anni cinquanta distribuito da MusicFirst. Dal 15 marzo 2016 prende parte alla seconda edizione del Grand Hotel Chiambretti.

#### 2017-presente: il ritrovato successo
A settembre 2017 torna con un nuovo album dal titolo Sonhos, interamente interpretato in lingua portoghese, che contiene undici cover di grandi artisti dell'America Latina come Peninha, Alcione, Marisa Monte e Agepê. L'album è stato anticipato dal singolo estivo O maior golpe do mundo (mi sono innamorato di tuo marito), accompagnato da un videoclip, uscito il 23 giugno 2017, che dichiara essere ispirato all'avvenente calciatore Mauro Icardi.
A partire dall'11 settembre 2017 partecipa come concorrente alla seconda edizione del reality Grande Fratello VIP, diventando uno dei protagonisti in assoluto del programma e ritrovando grande popolarità. Verrà eliminato in semifinale dopo essere andato in nomination con Ivana Mrázová. Grazie al programma, il suo singolo, O maior golpe do mundo (mi sono innamorato di tuo marito), riscuote un discreto successo, raggiungendo la top 50 dei singoli più scaricati su iTunes e il videoclip del brano oltrepassa venti milioni di visualizzazioni su YouTube.
Dal gennaio 2018, ogni martedì mattina è presente all'interno del programma radiofonico La Famiglia, in onda su RTL 102.5. L'11 marzo 2018 partecipa come concorrente insieme con Valeria Marini all'edizione speciale di Guess My Age - Indovina l'età, condotto da Enrico Papi su TV8. Dal 2018 al 2019 torna come opinionista al Grande Fratello, condotto da Barbara D'Urso, prima insieme con Simona Izzo; mentre nel 2019 è affiancato da Iva Zanicchi.
Il 1º giugno 2018 pubblica il nuovo singolo Danzando Danzando, in collaborazione con Fernando Proce. Il singolo è accompagnato da un videoclip e riscuote grande successo, tanto da diventare un tormentone estivo e da essere presentato in varie manifestazioni canore come Battiti Live 2018. A settembre, su richiesta di Caterina Caselli, compone un brano per Arisa dal titolo Amarsi in due. Mentre un altro suo pezzo viene rifiutato da Mina.
Cristiano Malgioglio sarà nel cast del nuovo programma di Piero Chiambretti CR4 - La Repubblica delle Donne, in onda su Rete 4 e parteciperà come opinionista nuovamente al Grande Fratello, condotto da Barbara D'Urso. Il 30 novembre 2018 esce il nuovo album Danzando che contiene la hit Danzando Danzando, la cover del brano Se tu non torni di Miguel Bosé e brani inediti.
A febbraio 2019 esce l'album Una nuova Rosalba in città, della cantante Arisa, che contiene il brano Amarsi in due, canzone tradotta da Cristiano Malgioglio. Si tratta della versione italiana di Amar pelos dois, scritta da Luísa Sobral e interpretata dal cantante portoghese Salvador Sobral, brano con il quale vince l'Eurovision Song Contest 2017. Il brano è stato incluso nell'album da un'idea di Caterina Caselli. Nel 2019 pubblica il remix di Dolceamaro, singolo inciso negli anni ottanta da Barbara D'Urso.
Il 25 novembre esce il nuovo singolo Notte perfetta feat. The Jek, accompagnato da un videoclip diretto da Gaetano Morbioli, dove Malgioglio interpreta Malèna, come Monica Bellucci nell'omonimo film del 2000 di Giuseppe Tornatore.
Nel gennaio 2020 torna a comporre e scrive per Iva Zanicchi, in occasione dei suoi ottant'anni, il brano Sangue nero, cover del brano Canção do Mar di Amália Rodrigues. Mentre per Al Bano e Romina Power scrive il nuovo singolo, dopo ben venticinque anni dalla loro ultima incisione inedita, Raccogli l'attimo, che i due presentano al Festival di Sanremo 2020 in qualità di ospiti d'onore, nella serata del 4 febbraio, alla presenza dello stesso Malgioglio. A novembre dello stesso anno partecipa nuovamente come concorrente alla quinta edizione del Grande Fratello VIP, venendo eliminato il 18 dicembre 2020.
Il 21 maggio 2021 esce il nuovo singolo Todo cambia, cover dell'omonimo brano di Mercedes Sosa, cantato in duetto con Orietta Berti e accompagnato da un videoclip, che anticipa l'uscita del nuovo album, seguito dal suo nuovo singolo estivo Tutti me miran, in collaborazione con il rapper Evry, pubblicato il 23 giugno 2021, cover del brano Todos me miran portato al successo della cantante messicana Gloria Trevi nel 2007. A settembre diventa giudice di Tale e quale show, venendo confermato per le edizioni successive anche per i vari spin-off.
Il 20 maggio 2022 esce il nuovo album Malo che contiene Forte forte forte, brano omaggio a Raffaella Carrà, Malo cover del brano Malo della cantautrice spagnola Bebe e alcuni duetti con Orietta Berti, Iva Zanicchi, Omara Portuondo e gli Orishas. L'album, escluse Forte forte forte e Notte perfetta, si compone totalmente di celebri cover degli artisti Bebe, Gloria Trevi, Jehro, Hugo Blanco, Ivete Sangalo, Gloria Estefan, Mercedes Sosa, Omara Portuondo e Deny e Dino ed è dedicato alla lotta contro la violenza sulle donne.
Il 24 giugno 2022 esce il nuovo singolo estivo Sucu Sucu, cover della canzone omonima composta da Tarateño Rojas nel 1959 portata al successo da Eddy Helder detto Ping Ping. A settembre 2022 riceve ad Aulla il "premio Lunezia Autore e Interprete" con Menzione Antologica per il valore musical-letterario del brano "L'importante è finire", noto per l'interpretazione di Mina.
Dal dicembre 2022 conduce Mi casa es tu casa, in onda su Rai 2, che riprende il format di A raccontare comincia tu, l’ultimo programma di Raffaella Carrà, ma con il titolo Mi casa es tu casa, ovvero con il conduttore che ospita in casa personaggi famosi e dialoga con loro con la massima colloquialità.
Dal 2023 ricopre il ruolo di giudice nella fase serale del talent show Amici di Maria De Filippi. Il 1º settembre 2023 esce il singolo Vita porno, scritto e interpretato insieme con Bungaro, al quale segue il videoclip diretto dallo stesso Malgioglio.
Il 24 maggio 2024 esce il nuovo singolo estivo dal titolo Fernando, dedicato a Cristiano Ronaldo e presentato in anteprima nella serata finale del talent show Amici di Maria De Filippi, che viene inciso anche in spagnolo, turco e portoghese. Il 22 novembre esce il singolo Rosa tormento, presentato all'interno della trasmissione Amici di Maria De Filippi, accompagnato da un videoclip diretto da Gaetano Morbioli, viene inciso anche in versione spagnola col titolo Rosa mentirosa.
Il 9 maggio 2025 esce il nuovo singolo Alè alè realizzato in collaborazione con il gruppo musicale cubano Gente de Zona. Scrive inoltre un nuovo singolo per Rosanna Fratello dal titolo Profumo di pesca che esce il 20 giugno 2025.

## Discografia
- 1977 – Scandalo
- 1978 – Maledizione io l'amo
- 1979 – Sbucciami
- 1981 – Artigli
- 1983 – Bellissime
- 1986 – Café Chantant
- 1987 – Casanova
- 1989 – Delitto e castigo
- 1991 – Amiche
- 1992 – Futtetenne
- 1994 – En España. Escuchando a Isabel Pantoja
- 1995 – Carpe diem
- 1996 – Señor Battisti
- 1997 – Matri
- 2000 – Ho dimenticato di baciare la sposa
- 2002 – La Esperanza
- 2004 – La mia storia...in privato
- 2005 – Le donne non capiscono gli uomini
- 2006 – Boleros
- 2007 – Quando tu non mi vedi
- 2008 – Papaya
- 2009 – Je m'adore
- 2010 – Cara Mina ti scrivo...
- 2012 – Senhora Évora
- 2012 – Habana andata e ritorno
- 2014 – La bellezza
- 2015 – Iconic Fifties
- 2017 – Sonhos
- 2018 – Danzando
- 2022 – Malo

## Programmi televisivi
- Unomattina (Rai 1, 1998-1999)
- Unomattina Estate (Rai 1, 1999, 2002, 2004)
- Casa Raiuno (Rai 1, 2002)
- I raccomandati (Rai 1, 2003-2006)
- Markette (La7, 2004-2007)
- L'isola dei famosi (Rai 2, 2007, 2012) – concorrente
- Riusciranno i nostri eroi (Rai 1, 2013)
- Chiambretti Supermarket (Italia 1, 2014)
- Grand Hotel Chiambretti (Canale 5, 2015-2016)
- Estate in diretta (Rai 1, 2015)
- Techetechete' (Rai 1, 2015) – puntata 6
- Grande Fratello (Canale 5, 2015, 2018-2019) – opinionista
- La vita in diretta (Rai 1, 2016)
- Grande Fratello VIP (Canale 5, 2017, 2020) – concorrente
- 90 Special (Italia 1, 2018)
- CR4 - La Repubblica delle Donne (Rete 4, 2018-2020)
- Tale e quale show (Rai 1, dal 2021) – giudice
- Eurovision Song Contest (Rai1, 2022) - commentatore
- Mi casa es tu casa (Rai 2, 2022-2023)
- Natale e quale show (Rai 1, 2022-2023)
- Tali e quali (Rai 1, 2022-2024) - giudice
- Tale e quale Sanremo (Rai 1, 2023-2024) - giudice
- Amici di Maria De Filippi (Canale 5, dal 2023) – giudice
- Red Carpet - Vip al tappeto (Prime Video, 2025) – concorrente
- Festival di Sanremo (Rai 1, 2025) - co-conduttore 2° serata
- San Marino Song Contest 2025 (San Marino RTV, 2025) - ospite

## Radio
- La famiglia giù al nord (RTL 102.5, 2018)
- Finalmente Sanremo, Finalmente Cristiano Malgioglio (RTL 102.5, 2022)

## Filmografia

### Attore
- Nemici per la pelle, regia di Rossella Drudi (2006)
- Di che peccato sei?, regia di Pierfrancesco Pingitore (2007)
- Viva l'Italia, regia di Massimiliano Bruno (2012)

### Doppiatore
- Show Dogs - Entriamo in scena (2018)